# Golfclub Stippelberg
Golfclub Stippelberg is een golfclub in Gemert-Bakel. De baan van de club ligt op een gebied van 90 hectare aan de zuidkant van natuurgebied Stippelberg.

## De baan
In 2008 begon de golfbaanarchitect Michiel van der Vaart van Gerard Jol Design met de aanleg van deze nieuwe golfbaan. De baan heeft 64 bunkers en door het gebied stromen de Esperloop en de Snelle Loop. De baan werd gedeeltelijk in 2010 geopend en in september 2010 vond de eerste wedstrijd plaats. Al voor de officiële opening in 2011 hadden zich 1200 leden aangemeld.
De club heeft een aantal heemkundige leden, zij hebben voor alle 27 holes een eigen naam bedacht, zoals Hutsenberg, Beestenveld en Egelmeer.
Championship Course
Deze 18 holes baan heeft een par van 71. Hij bestaat uit twee delen, de eerste negen holes worden de Heidebaan genoemd en de tweede negen holes worden de Plassenbaan genoemd. Tussen deze twee banen ligt het clubhuis. De Heidebaan heeft alleen water bij hole 9 (Egelmeer), waar een eilandgreen is aangelegd in de vijver waar de Esperloop en de Snelle Loop samenkomen.
Executive Cours
Deze 9 holes baan heeft een par van 61, hij bestaat uit vijf par-3 holes en vier par-4 holes.
De natuur
Het is een voormalig agrarisch gebied dat nu betiteld is als gebied voor natuur en recreatie. De authentieke begroeiing bestaat uit heide en struiken. Bijna de helft van de oppervlakte is ingericht voor natuurcompensatie. Er is onder meer 16 hectare heide aangelegd. De bunkers en waterpartijen passen goed in het landschap. 
Schapen
Drie keer per jaar komt een kudde schapen naar de Stippelberg om een maand te grazen. De kudde komt uit Venray. Met een gemiddelde van 16 km per dag wandelt de kudde naar de Stippelberg. De kudde bestond in 2010 uit 190 schapen, in twee jaar is de kudde uitgegroeid tot 250 schapen, inclusief lammeren.

## Clubhuis
Het clubhuis is een ontwerp van architectenbureau De Twee Snoeken uit ’s-Hertogenbosch. Het clubhuis heeft een traditionele indeling: beneden zijn de ingang, het secretariaat, de shop en de kleedkamers, boven zijn het restaurant en het terras. Opvallend is het rieten dak.
Zie ook de lijst van golfbanen in Nederland

## Award
Jol Golf Design, in 2010 overgenomen door Michiel van der Vaart en Philip Spogard, heeft in december 2011 de 'Development of the Year' Award van het Amerikaanse magazine Golf Inc. ontvangen voor het ontwerp van de Stippelberg. Het is de eerste keer dat een Nederlandse architectenbureau deze prijs ontvangt. Er waren dertig genomineerde projecten uit negentien landen.